# Коралл (завод)
ОАО «Кора́лл» (бел. ААТ «Карал») — белорусское приборостроительное предприятие, расположенное в Гомеле.

## История
Электровакуумный завод, ставший базой для будущего предприятия, был создан в 1964 году; вскоре был построен завод «Модуль». 18 августа 1975 года завод «Модуль» и электровакуумный завод были объединены в производственное объединение «Коралл». На предприятии производили военную продукцию, медицинские приборы, пьезоэлектрические резонаторы для телевизоров и радиоаппаратуры, а также кинескопы. Завод был предприятием полного производственного цикла, имел собственные мощности по производству специального стекла и сборочный цех. Помимо гражданской продукции, завод производил оборудование, использовавшееся в ракетной и космической технике. Часть продукции производилась в засекреченном подземном цехе.
В начале 1990-х годов положение предприятия резко ухудшилось из-за прекращения военных заказов и падения спроса на основную гражданскую продукцию — кинескопы (с 500 тысяч до 18 тысяч). В середине 1990-х годов американская компания Westray и «Коралл» договорились о сотрудничестве и образовали совместное предприятие по производству кинескопов, но вскоре инвестор вышел из проекта либо по причине больших капиталовложений, предусмотренных бизнес-планом (300 млн долларов), либо из-за отказа иностранных банков кредитовать проект из-за политических рисков. В 1998 году, после истечения срока инвестиционного договора, ОАО «Westrey-Коралл» было преобразовано в ОАО «Коралл». В 2003 году многие цеха предприятия были переданы в безвозмездное пользование администрации свободной экономической зоны «Гомель-Ратон». Государственный пакет акций компании неоднократно выставлялся на продажу.

## Современное состояние
По состоянию на 2020 год завод производит изделия из кварцевого стекла, корпуса интегральных микросхем и инструменты. В бывших корпусах завода, переданных СЭЗ «Гомель-Ратон», организовано несколько производств, в том числе выпуск стеклотары. В июне 2020 года на базе одного из заброшенных корпусов завода был открыт технопарк «Коралл».
В 2019 году на предприятии работало 178 сотрудников, выручка предприятия за год составила 2,8 млн рублей (около 1,3 млн долларов), чистая прибыль — 72 тыс. рублей (около 35 тыс. долларов). 68,8% выручки поступило от производства корпусов интегральных микросхем, 24,15% — от производства кварцевого стекла. 100% акций принадлежат государству.